# Jeksendalen
Jeksendalen er en markant erosionsdal, der strækker sig fra Framlev vest for Århus til Solbjerg Sø nær Skanderborg. I dalen løber Jeksen Bæk, som udgør en sidedal til en langt større smeltevandsdal længere mod nord, der mod øst rummer den nuværende Århus Ådal. Den dybt nedskårne dalbund i Jeksendalen er et fint eksempel på, hvordan rindende vand kan forme et landskab. Langs Århus Å og Jeksen Bæk veksler landskabet mellem våde enge, skov, overdrev og dyrkede marker. De omkringliggende skovområder, Kolskov og Adslev Skov, er stærkt kuperede og består hovedsageligt af løvtræer.

## Plante- og dyreliv
Både løvskove, enge og de mere tørre overdrevsområder har et rigt planteliv. Ådalene huser mange arter af  fugle og smådyr, der er knyttet de strømmende vandløb. Her yngler bjergvipstjert og visse år også isfugl. Om vinteren er vandløbene et af de vigtigste for rastende vandstære og isfugle i Østjylland.
Især Jeksen Bæk har rent vand og huser flere usædvanlige arter af strømelskende ferskvandsinsekter, blandt andet larver af døgnfluer og slørvinger. Mange sommerfugle- og billearter er knyttet til dalens fugtige, blomsterrige enge.
Af pattedyr kan man møde rådyr, ræv, grævling, husmår og lækat. Blandt krybdyr og padder kan nævnes markfirben, stålorm og butsnudet frø. Til fiskebestanden hører bækørred, regnbueørred, havørred, aborre, hork , trepigget og nipigget hundestejle, knude, gedde, skalle, brasen og flire.

## Kulturhistorie
De to vandløb i dalen har gennem tiden skabt muligheder for at udnytte vandkraften, og her findes endnu rester af de talrige vandmøller: Kollens Mølle, Pinds Mølle, Bodil Mølle og Dørup Mølle. Med den begyndende industrialisering omkring midten af 1800-tallet fik vandmøllerne en mere central funktion. De leverede kraft til blandt andet at male korn til mel, en ellers langvarig, arbejdskrævende proces. Bodil Mølle fungerede i 1700-tallet som knivfabrik.
I 1997 blev opstemningerne i Århus Å ved blandt andet Pinds Mølle og Bodil Mølles dambrug opkøbt af Århus Amt og fjernet, sådan at alt vandet nu løber i åens oprindelige leje. Det har givet vandløbet et mere naturligt forløb, og åen fremstår nu som et af Østjyllands flotteste vandløb.

## Fredning
Et område på 746 hektar i og omkring Jeksendalen og en del af Århus Ådal blev fredet i 1979. Fredningen er en landskabsfredning, der skal sikre, at dalen bevares i den tilstand, den var i på fredningstidspunktet, sådan at områdets karakter opretholdes. 